# Malkišua
Malkišua (hebrejsky מלכישוע, anglicky Malkishua) je komplex terapeutické komunity pro léčbu drogově závislých v Izraeli, v Severním distriktu, v Oblastní radě Emek ha-Ma'ajanot.

## Geografie
Leží v pohoří Gilboa nad Bejtše'anským údolím v nadmořské výšce 512 metrů. Stojí poblíž vrcholku hory Har Malkišua, která je s nadmořskou výškou 536 metrů nejvyšším bodem masivu Gilboa. K východu odtud stéká vádí Nachal Malkišua. Další převážně zalesněné kopce sousedí s obcí na jižní straně (Har Avner) nebo na straně severní (Har Avinadav).
Vesnice se nachází 33 kilometrů jihojihozápadně od Galilejského jezera, 13 kilometrů západně od Jordánu, cca 10 kilometrů jihozápadně od města Bejt Še'an, cca 72 kilometrů severovýchodně od centra Tel Avivu a cca 58 kilometrů jihovýchodně od centra Haify. Malkišuu obývají Židé, přičemž osídlení v tomto regionu je ryze židovské. Osada ovšem leží přímo na Zelené linii, která odděluje Izrael od okupovaného Západního břehu Jordánu s demografickou převahou palestinských Arabů. Od Západního břehu Jordánu byla počátkem 21. století fyzicky oddělena izraelskou bezpečnostní bariérou. Tato bariéra v tomto místě nesleduje zcela přesně Zelenou linii, ale vybíhá obloukem cca 1 kilometr do krajiny na Západním břehu Jordánu, kterou tak fakticky přičleňuje k okolí Malkišuy.
Malkišua je na dopravní síť napojena pomocí lokální silnice, jež vede do sousedního kibucu Mejrav, odkud pokračuje jako lokální silnice číslo 667 po hřebenu horského pásma Gilboa.

## Dějiny
Osídlení v prostoru nynější komunity Malkišua vzniklo v roce 1976. Podle jiného zdroje roku 1982. Původně šlo o polovojenskou osadu typu nachal, pak tu vznikl civilní zemědělský kibuc Mejrav. Roku 1987 se ovšem jeho obyvatelé přestěhovali necelé 2 kilometry severním směrem, kde stojí vesnice Mejrav dodnes. Lokalita na vrcholu hory Har Malkišua tak byla dočasně opuštěna.
V roce 1990 pak byl areál opuštěného kibucu využit pro zřízení terapeutické komunity Malkišua, zaměřené na léčbu drogově závislých. Od roku 1995 tu funguje i sekce pro mladistvé klienty. Cílem je drogově závislým poskytnout životní styl v izolovaném prostředí s vysokou mírou soběstačnosti a osobní zodpovědnosti. Kapacita komunity je 200 klientů a personálu.
K 31. prosinci 2014 se zde uvádí 138 obyvatel. Během roku 2014 populace klesla o 8,0 %. Obyvatelstvo je etnicky židovské.
| Rok            | 2012 | 2013 | 2014 |
| -------------- | ---- | ---- | ---- |
| Počet obyvatel | 149  | 150  | 138  |